# تامی تابرویل
تامس هالی تابِرْویل (‎/ˈtʌbərvɪl/‎ ; متولد ۱۹۵۴ سپتامبر ۱۸) سرمربی بازنشسته فوتبال آمریکایی، بازیکن سابق فوتبال آمریکایی، و سیاستمدار آمریکایی است که از سال ۲۰۲۱ به عنوان سناتور جونیور ایالات متحده از آلاباما مشغول به کار است. توبرویل از سال ۱۹۹۵ تا ۱۹۹۸ در دانشگاه می‌سی‌سی‌پی، از ۱۹۹۹ تا ۲۰۰۸ در دانشگاه آبرن، از ۲۰۱۰ تا ۲۰۱۲ در دانشگاه تگزاس تک و از ۲۰۱۳ تا ۲۰۱۶ در دانشگاه سینسینتی سرمربی فوتبال آمریکایی بود.
تابرویل در سال ۲۰۰۴ پس از فصلی که در آن اوبرن ۱۳ پیروزی بدون شکست بدست آورد، جایزه بهترین مربی سال والتر کمپ و بر برایانت را دریافت کرد، که در آن آبرن عنوان کنفرانس جنوب شرقی و شوگربول را به دست آورد اما به بازی قهرمانی ملی BCS راه نیافت. وی در ۶ اکتبر ۲۰۰۷، صدمین پیروزی حرفه ای خود را با پیروزی ۳۵–۷ مقابل وندربیلت، بدست آورد. وی تنها مربی در تاریخ فوتبال آبرن است که شش بار متوالی رقیب خود در ایالت، یعنی آلاباما را شکست داده‌است.
در آوریل ۲۰۱۹، تابرویل نامزدی خود را در انتخابات سنای ایالات متحده ۲۰۲۰ در آلاباما اعلام کرد. در ۱۴ ژوئیه سال ۲۰۲۰، تابرویل با شکست دادن سناتور و دادستان کل سابق جف سشنز، نامزد جمهوری خواهان شد. در ۳ نوامبر، تابرویل با غلبه بر داگ جونز، سناتور دموکرات، در انتخابات عمومی پیروز شد.